# Amel Lalla
Amel Lalla, née le 27 décembre 1991, est une nageuse algérienne.

## Carrière
Amel Lalla obtient la médaille de bronze du 4 × 100 m quatre nages aux Championnats d'Afrique de natation 2012 à Nairobi.